# Snappeas
Snappeas（スナッピーズ）は、お台場冒険王2003開催時にイメージガールとしてスターダストプロモーション内のジュニアアイドル世代の選抜メンバー6人で結成された期間限定のアイドルユニットで、現在は活動していない。
サウンドプロデュース全般はビーイングが手がけた。
ユニット名の由来は「スナップエンドウ（snap pea）」。

## メンバー
- 妹川華
- ウォードえりか（現在：豊田エリー）
- 小出早織（現在：早織）
- 夏帆
- 福永真梨佳（現在：福永マリカ）
- 石田あいり

## 作品

### シングル
1. あー夏休み（2003年7月16日）
TUBEのカバー曲。
「お台場冒険王2003」の会場内でプロモーションDVDが限定発売された。